# V. Gottfried, Anjou grófja
V. Gottfried, Anjou grófja (1113. augusztus 24. – Château-du-Loir, 1151. szeptember 7.) Anjou grófja, Matilda (Maud) angol királynő második férje, II. Henrik angol király apjaként a Plantagenêt-dinasztia megalapítója.

## Élete
Gottfried, melléknevén a „Jóképű”, illetve „Szép” (Geoffroy le Belle) 1113-ban született Anjou grófjaként, Fulkó jeruzsálemi király és Ermengarde maine-i grófnő legidősebb fiaként. 1128-ban feleségül vette I. Henrik angol király egyedüli törvényes örökösét, Matildát, V. Henrik német-római császár özvegyét, akit apja örökösének jelölt ki, miután egyetlen törvényes fia, Vilmos egy hajókatasztrófa során életét veszítette. Gottfriedet I. Henrik választotta Matilda férjéül egy előnyös politikai szövetség érdekében. (Gottfried testvére, Anjou Matilda az elhunyt Vilmos herceg felesége volt.)
Három fiuk született:
- Henrik 1133-ban, aki 1154-ben lépett Anglia trónjára, mellette pedig Normandia hercege is ő lett,
- Gottfried 1134-ben, akiből Nantes grófja lett,
- Vilmos 1136-ban, aki Poitou grófja lett.

Matilda az apja halála után ádáz trónharcba kezdett unokatestvérével, Istvánnal, aki I. Henriket követte a trónon, amit Matilda jogtalannak tartott. A hercegnő férjét bízta meg azzal, hogy toborozzon számára hű támogatókat, hogy sereget alkotva megfosszák hatalmától a trónbitorló Istvánt. Matilda úgy vélte, ha már a maga részére nem is képes megszerezni a koronát, legalább elsőszülött fia, Henrik számára biztosítani akarta, hogy egy napon majd ő lehessen Anglia királya és Normandia ura.
1135 decemberétől egészen 1141 februárjáig, a döntő ütközet időpontjáig tartott az ellenségeskedés Matilda és István között, melynek a lincolni csata vetett véget, ahol a hercegnő katonái és a király emberei csaptak össze, és a harc végén István fogságba esett, s Matilda a bristoli börtönbe vetette, majd pedig felkészült arra, hogy átvegye Anglia kormányzását és végre hivatalosan is királynővé koronázzák. Csakhogy még ugyanazon év novemberében kénytelenek voltak szabadon engedni Istvánt, mert annak hívei elfogták Matilda fő támogatóját, Robert gloucesteri grófot, és csak Istvánért cserébe voltak hajlandóak elengedni. Így a hercegnő stratégiája összeomlott, és belátta, az lesz a legokosabb lépése, ha onnantól kezdve azon fáradozik, hogy elősegítse Henrik fia jövőbeni trónra kerülését, ami sikerült is neki.
A gróf több felkelést is levert Anjou tartományban, 1129-ben, 1135-ben és 1145-1151 között, így hitvese bármennyire is alábecsülte férjének politikai és katonai képességeit, Gottfried sikeresen megcáfolta a hitetlenkedő asszony véleményét. Gyakran keveredett érdekellentétbe öccsével, Eliasszal, akit ezért évekig rabságban tartott. 1142-43-ban katonai ellenőrzése alá vonta Normandiának a Szajnától nyugatra és délre eső részét, hogy hatékonyan megvédhesse felesége örökölt birtokait a lázadóktól. A házasságából születettek mellett három törvénytelen gyermeke is ismert: Warenne-i Hamelin, Emme és Mary (utóbbi lehet, hogy azonos Marie de France költővel).
Gottfried 1144-ben, hitvese családi öröksége révén elnyerte a Normandia hercege címet. 1151 szeptemberében egy hirtelen lázas betegségben hunyt el, így már nem lehetett tanúja legidősebb fia, Plantagenet Henrik trónra lépésének.